# Macho Fantastico
Macho Fantastico è il secondo album di studio del rapper finlandese Spekti, pubblicato il 5 dicembre 2014 dalla Rähinä Records. L'album entrò nella classifica finlandese alla 50ª settimana del 2014 raggiungendo la diciottesima posizione.
Dall'album sono stati estratti due singoli: il primo, Macho Fantastico, pubblicato il 21 novembre 2014, ha raggiunto la prima posizione delle classifiche finlandesi sia alla fine del 2014 sia a inizio 2015, mentre il secondo, Scatman, è stato pubblicato il 5 febbraio 2015.

## Tracce
1. Macho Fantastico Intro – 1:11 (testo: Samuli Huhtala, Markku Wettenranta – musica: Sakke Aalto)
2. Macho Fantastico (feat. Tasis) – 3:22 (testo: Samuli Huhtala, Markku Wettenranta – musica: Sakke Aalto, Markku Wettenranta)
3. Upeet – 3:33 (testo: Samuli Huhtala – musica: Juha-Matti Penttinen, Ossi Riita, Emmi Hänninen, Markku Wettenranta)
4. Parempia päiviä (feat. Kim Herold) – 3:30 (testo: Samuli Huhtala – musica: Olli-Pekka Vuorinen, Sakke Aalto, Kim Herold)
5. Mä en tiiä siit (feat. Elastinen) – 3:31 (testo: Samuli Huhtala, Kimmo Laiho – musica: Juha-Matti Penttinen, Ossi Riita, Markku Wettenranta)
6. Hanskast (feat. Tasis) – 3:23 (testo: Samuli Huhtala, Markku Wettenranta – musica: Leo Salminen, Markku Wettenranta)
7. Leipoo (feat. Mikael Gabriel) – 3:32 (testo: Samuli Huhtala, Mikael Sohlman – musica: Juha-Matti Penttinen, Ossi Riita)
8. Scatman (feat. Tasis) – 3:13 (testo: Samuli Huhtala – musica: Olli-Pekka Vuorinen, Juha-Matti Penttinen, Ossi Riita, Markku Wettenranta)
9. Se ei mee niin (feat. Emmi) – 3:49 (testo: Samuli Huhtala – musica: Olli-Pekka Vuorinen, Emmi Hänninen, Samuli Huhtala)
10. Ikin vittu kuullukkaa (feat. KT e Wretch) – 4:24 (testo: Samuli Huhtala, Jussi Kivitie, Markus Wennerström, Markku Wettenranta – musica: Markus Wennerström)
11. Täysillä päätyyn (feat. Elastinen, Tasis, TPH e Uniikki) – 4:25 (testo: Samuli Huhtala, Markku Wettenranta, Kimmo Laiho, Timo Snellman, Dan Tolppanen – musica: Olli-Pekka Vuorinen, Timo Snellman)
12. Miks me lopetettais (feat. Tasis e Emmi) – 3:43 (testo: Samuli Huhtala – musica: Henri Lanz, Robin Wrede, Emmi Hänninen)
13. Macho Fantastico Outro – 1:08 (testo: Markku Wettenranta – musica: Sakke Aalto)

## Classifica
| Classifica | Massima posizione |
| ---------- | ----------------- |
| Finlandia  | 18                |